# Ercílio Turco
Ercílio Turco (ur. 13 marca 1938 w Campinas, zm. 30 października 2019 w São Paulo) – brazylijski duchowny rzymskokatolicki, w latach 2002-2014 biskup Osasco.

## Życiorys
Święcenia kapłańskie przyjął 1 grudnia 1963 i został inkardynowany do archidiecezji Campinas. Był m.in. rektorem seminarium, ekonomem diecezjalnym oraz kapelanem i profesorem miejscowego uniwersytetu.
18 listopada 1989 został prekonizowany biskupem Limeira. Sakrę biskupią otrzymał 4 lutego 1990, zaś cztery dni później objął urząd.
24 kwietnia 2002 został mianowany biskupem Osasco. 16 kwietnia 2014 przeszedł na emeryturę.